# Granada de fusil Tipo 06
La Tipo 06 (06式小銃てき弾 Maru-roku-shiki Shōjū Tekidan?) es una granada de fusil empleada por el Ejército japonés. Puede ser lanzada desde las bocachas apagallamas de los fusiles Howa Tipo 89 o Howa Tipo 64 sin ningún otro accesorio.

## Historia
El Ejército japonés no adoptó de forma general el lanzagranadas M203 estadounidense, sino hasta después de una minuciosa evaluación. El desarrollo de la granada de fusil Tipo 06 empezó en 2002, a instancias del Mando de Investigación y Desarrollo del Ejército japonés y los resultados de evaluaciones llevadas a cabo en 2001 y 2005. La Tipo 06 estuvo lista en 2006 y fue adoptada por el Ejército japonés en el mismo año, siendo fabricada por la División de Sistemas de Defensa de la Daikin Industries.
La Tipo 06 fue empleada por primera vez en las maniobras llevadas a cabo por el 3er Regimiento de Infantería de Mecanizada del Ejército japonés. Desde entonces ha sido mostrada en diversas maniobras.

## Descripción
La granada no precisa de un lanzador, porque fue diseñada para emplearse por soldados y no por granaderos. Sin embargo, al fusil se le puede acoplar un alza simplificada. Está equipada con una ojiva HEAT para poder perforar el blindaje de los tanques. También está equipada con una espoleta cronométrica, en caso de que falle su espoleta de impacto.